# Magyar Királyi Lovaglótanár-képző és Hajtóiskola
A Magyar királyi Lovaglótanár képző- és Hajtóiskola  más ismert elnevezései Örkénytábor vagy „Örkény - Vitéz” Honvéd Lovastábor Táborfalva közigazgatási területén viszonylag rövid ideig, 14 tanévig működő katonai oktatási intézmény volt. 

## Története
A második világháború befejezéséig a lovasság, mint fegyvernem jelentős szerepet játszott a hadviselésben. A tisztekkel szemben követelmény volt a lovaglótudás, amelyet úgynevezett equitációkon kellett fejleszteni és bizonyítani. Ilyen továbbképzéseket csak minősített lovaglótanárok vezethettek. Ez így volt a Monarchia időszaka alatt is, amikor a lovaglótanárképzést a bécsi Lovaglótanárképző Intézet (Reitlehrerinstitut) volt a lovasképzés központja. Ebbe az intézetbe 10 hónapos képzésre évente mintegy 30 lovastisztet (közös huszár, ulánus, honvéd huszár stb.,) vezényeltek, míg a tüzér- és vonattiszteket Schlosshofban képezték ki. Egy-egy évfolyam legjobbjai további egy évet töltöttek az intézetben, amikor a Holicsra áthelyezett állami fedezőmének vadászati kipróbáláson vettek részt. A következő évet a legtehetségesebb hallgatóknak további egy évre a bécsi spanyoliskola jelentette. A magyar honvédség ugyanilyen specializált intézete a Magyar kir. Honvéd  Központi Lovagló Iskola az első világháborúval befejezte működését.
Az Osztrák-Magyar Monarchia felbomlása után ezek a meglévő intézmények a határon kívülre kerültek és a honvédség lovaglótanár képzését biztosítani kellett. Először 1921-ben Budapesten a Ferenc József laktanyában hozták létre az úgynevezett Pótló Idomító Keretnek (PIK) nevezett alakulatot, amely három éves képzésben biztosította a lovaglótanár képzést. 1924-ben az akkori haderőszervezési lehetőségek miatt a Pótló Idomító Keret megnevezésről Lovaglótanár-képző Intézetre változtatták a nevét.
Az olimpiai és sportmozgalom egyre erősebb hatása miatt az állami vezetés egyre nagyobb hangsúlyt fektetett a katonai sportágakban való kiemelkedő szereplésre, ezért megoldásként az iskola részére Örkénytáborban, Dabastól délre, Örkény és Tatárszentgyörgy között fekvő, mintegy 2600 hektár nagyságú az 1870-es években a honvédség által megvásárolt területen 7 és fél millió pengő költségvetésből kívánták megvalósítani egy lovaskomplexumot, amelyhez az akkori francia saumur-i és az olasz pinerolo-i  kiképzőközpontok szolgáltak mintául.
A tervben az istállók, kiszolgáló épületek (kovácsműhely, betegló istálló, karantén istálló, raktárak, zabsiló, trágyatároló, két fedett lovarda, négy nyitott lovarda, külső szegélyén vágtapályával, továbbá parancsnoki épület, nős és nőtlen tisztek, a hallgatók, az altisztek és a legénység részére elhelyezést biztosító épületek, étterem, tiszti kaszinó stb. szerepeltek. A táboron kívüli területen kapott helyet a lovaspóló pálya, és a 2400 méter körméretű akadálypálya. A pályán és az átlóvonalakon negyven, 50–130 cm magasságú rögzített akadály épült. A külső részekkel együtt mintegy 80-90 hektárnyi területet foglalt el az intézmény.
Az akkori három huszárezred és a fogatolt tüzérség nem igényelt ennyi lovaglótanárt, ezért megállapítható, hogy az iskolának az iskolának nemcsak katonai, hanem sportcélja is volt, azt bizonyítja, hogy az iskola első parancsnoka Szunyogh Albert az iskola terveit a következőképpen indokolta: „a  lovassport külföld  felé reprezentatív és agitációs értéket képvisel”.
Az iskolán belül külön részlege volt a díjugratás, díjlovaglásnak és a militarynak. Itt működött a Honvéd Sportistálló, valamint a tanárképzőben kezdte meg működését a spanyol lovasiskola, amely 1937-ig működött itt és ezután a Budai Várba költözött. A budapesti spanyol lovasiskola - rövid fennállása alatt - a második világháború végéig a bécsihez hasonlóan lipicai lovakat képzett és bemutatókat tartott. A spanyol iskola megalakulásakor felmerült, hogy lipicai helyett shagya-arab lovakkal kezdjék-e meg a munkát, azonban végül a lipicaiak mellett tették le a voksot.

## A működési feltételek
A tanév minden év augusztus 20-tól a következő év július 10-ig tartott. Kezdetben 9 hallgatót vettek fel, akik már teljesítették a két évi csapatszolgálatot és a kötelező equitációt kiemelkedő eredménnyel végezték el és lovasversenyeken jó eredményekkel rendelkeztek. Egy évfolyamot kilenc hallgató -négy huszár, négy tüzér és egy vonatcsapatbeli- alkotott, akiket a Honvédelmi Minisztérium jóváhagyott. Vezérkari állományból az iskolába jelentkezni nem lehetett. A második évet már csak maximum 6 hallgató folytathatta, ekkortól a versenyzés lehetősége is adott volt.
Az iskolába legalább egy, saját tulajdonú hátaslóval kellett bevonulni, melynek tartásáért a hallgatóknak fizetni kellett. A hallgató által lovagolt többi ló az iskola tulajdonában volt, vagy az állami ménesintézetek biztosították. Ha a hallgató több saját tulajdonú lovat hozott magával, úgy a reggeli munka előtt, vagy a délutáni elméleti foglalkozás után lovagolhatta le azokat.
A tanterv szerint napi hét órában folyt elméleti és gyakorlati oktatás, lópihenőnap a csütörtök és a vasárnap volt, amikor csak elméleti képzés folyt.
Az iskola alaptankönyve a Honvédelmi Minisztérium által kiadott "Lovaglás, hajtás és málhásállatvezetés" című szolgálati szabályzat volt.

### I. évfolyam napirendje
A lovaglás reggel 7 órakor kezdődött
7.00 – 7.50     Csikó osztály. Az iskola által biztosított pótlovakkal történt, amelyeknek felkészítését a tanév végére kellett befejezni (pótló díjlovagló feladat, 1 m magas parcours)
8.00 – 8.50      Vadász osztály. Az iskola által biztosított részben a további versenyzésre alkalmatlan, kiöregedett, 1,20-1,30 m magas parcourst teljesített lovakat vették igénybe.
9.00 – 10.10     Futószáras osztály. Ugyancsak az iskola által biztosított, a válogatott keretből kikerült díjlovakkal történt, amelyek  már a nehézosztályú feladatra voltak kiképezve.
Szünet
10.40 – 11.30     Szolgálati ló osztály. A hallgatók a magukkal hozott szolgálati lóval military felkészítésben részesültek. Ezzel a lóval kötelező volt résztvenni az iskola pályáján tartott 4000 méteres akadályversenyen.
11.40 – 12.30    Saját ló osztály. A hallgatók a magukkal hozott saját lovuk kiképzési szintjének megfelelő további képzést kaptak.
12.40 – 14.00    Ménlovarda (szeptember 10-től december 10-ig). Az iskolába vezényelt állami mének felkészítése a kipróbálást jelentő akadályversenyre, illetve az őszi vadászlovaglásokra
Október 15-től december 10-ig minden héten vadászlovaglás volt falkával.

### II. évfolyam napirendje
7.00 – Idomítóosztály. az előző év csikóinak, pótló lovainak felkészítése az év végi vizsgára, ami állt egy könnyű osztályú díjlovaglásból és egy 1.10 méteres parcoursból
8.00 – Vadászosztály. Felkészítés az országos versenyekre
9.00 – Iskolaosztály. Az előző év futószáras lovait kellett felkészíteni magasabb kategóriájú országos versenyekre
Örkénytáborban mindent a lovaglásnak rendeltek alá és minden adott volt, hogy egy sajátos stílus alakuljon ki. Az egykori bécsi iskolában kiképzett tanárok, a klasszikus iskolába építették be a fiatalabb nemzedék olasz iskola szerinti „természetes lovaglás” elveit. Az idősebbek megértették és elfogadták az újat, míg a fiatalabbak saját tapasztalataik alapján is rájöttek, hogy nagyon jól összeegyeztethető, sőt egymást kiegészíti, és az igazi korszerű felkészülést jelenti a klasszikus elvek alapján idomított lovakkal való „természetes”, azaz az ugrásokon és a terepen végzett gimnasztika, ügyesség- és izomfejlesztő gyakorlatok. Az iskola más iskolákhoz hasonlóan azt vallotta, hogy minden lovat azonos módon kell kiképezni egy meghatározott szintig és utána lehet a jól megalapozott lóval valamilyen szakág felé folytatni.

## Jelentősége
Bár Örkénytábor csak 14 tanévig működött, igazi sikerét, az "örkényi iskola mítoszát" a második világháború után, az innen kikerült, majd a világ szerencsésebb országaiban lovaglótanárként (edzőként) működő hallgatók jelentős sportsikerei teremtették meg.
Ilyenek voltak: 
- Hazslinszky-Krull Géza, mint a Holland Lovasszövetség szakfelügyelője, holland királyi lovaglótanár (alapvető szerepe van a holland díjlovaglás máig tartó dominanciájának kialakulásában)
- Platthy József, olimpiai bronzérmes olimpikon, lovaglótanár. A lovassport első és eddig egyetlen magyar olimpiai éremszerzője.
- Némethy Bertalan, mint az Amerikai Egyesült Államok díjugratócsapatának edzője 25 évig
- Endrődy Ágoston, mint a Nagy-Britannia military csapatának edzője (1956. Stockholm, csapatban 1. helyezés)
- Visy István, mint az Amerikai Egyesült Államok military csapatának edzője (1960. Tokió, csapatban 2. helyezés)